# SS Belgic (1885)
SS Belgic foi um navio a vapor construído por Harland and Wolff e operado pela White Star Line. Ele realizou serviços ao Extremo Oriente. O navio foi vendido para a Atlantic Transport Line em 1899, sendo transferido para realizar serviços no Atlântico Norte. Após servir como um navio de transporte na Guerra dos Bôeres, ele foi desmontado em 1903.

## Construção
SS Belgic foi construído com um casco dividido por anteparas estanques, com 8 compartimentos separados. Sua propulsão foi fornecida por dois motores cilindrados, na qual foi fornecida a partir de três caldeiras a carvão elípticas, que trabalhavam a uma pressão de 90 psi. O navio carregava oito botes salva-vidas.
O conforto aos passageiros foi reforçado com a criação da luz elétrica, com um compartimento refrigerado permitindo a carne fresca ser servida durante a viagem.

## História
Belgic foi lançado no dia 3 de janeiro de 1885, sendo concluído em 7 de julho daquele mesmo ano. Após sua conclusão, ele foi fretado pela Occidental and Oriental Steamship Company para realizar serviços no Extremo Oriente e no Oceano Pacífico. Em sua viagem inaugural, ele transportou 590 imigrantes para a Austrália, deixando Londres no dia 30 de julho sob comando do capitão William Henry Walker, chegando em Sydney no dia 12 de setembro.
No dia 26 de maio de 1894, ele foi atingido por um navio da Blue Funnel Line durante um carregamento de chá em Amoy Harbour. Nenhum dano foi causado em ambos navios. Um ano depois, no dia 9 de maio de 1895, ele encalhou no Japão, sendo reflutuado. Em 1898, ele voltou para a Grã-Bretanha.
Em 1899, ele foi vendido para a Atlantic Transport Line, que o renomeou de Mohawk. Depois de uma remodelagem, ele foi utilizado no Atlântico Norte, navegando entre Londres e Nova York a partir de setembro de 1900. Em dezembro de 1900, Mohawk foi requisitado como um navio de transporte na Guerra dos Bôeres. Ele foi devolvido aos seus proprietários em 1902, mas a decisão foi tomada para não reformar o navio, e por fim ele acabou sendo desmontado em Liverpool no ano de 1903.